# Yuan Xuefen
Dans ce nom chinois, le nom de famille, Yuan, précède le nom personnel.
Yuan Xuefen (chinois : 袁雪芬), née le 26 mars 1922 dans la Zhejiang et morte le 19 février 2011 à Shanghai, est une comédienne-chanteuse chinoise, connue pour avoir dirigé la modernisation de l'opéra chinois Yueju et pour ses interprétations. Elle est considérée comme « sans doute l'actrice la plus importante de l'histoire récente de l'opéra Yueju [Shaoxing] ». La seule artiste jouissant de la même reconnaissance est Fu Quanxiang. Elle est l'une des Dix sœurs de l'opéra Yueju (zh).
Elle rentre dans le Parti communiste chinois en 1954 et devient par la suite membre permanent de l'Assemblée populaire nationale, le statut politique le plus élevé qu'un citoyen ordinaire peut atteindre en Chine.

## Biographie
Yuan Xuefen naît le 26 mars 1922 dans le village de Dushan, ville de Ganlin, comté de Lixian, province du Zhejiang (aujourd'hui ville de Hangzhou, province du Zhejiang). Son père qui est un précepteur la fait entrer dans la troupe Siji Chun, une troupe Yueju de style traditionnel. Elle y apprend les rôles de qingyi et dan. Selon Lao Song, elle déménage dans un village environnant pour étudier l'opéra Yue à 11 ans, malgré les objections de son père. Elle fait ses débuts à Shanghai en 1936.
Dans les années 1940, elle prend l'initiative d'une série de réformes dans l'opéra Yue. D'une part, elle fait adopter les éléments artistiques de l'opéra de Kunshan et de la musique occidentale tout en gardant les mélodies et les tons doux de l'opéra Yue. D'autre part, elle le purge ce qu'elle considère vulgaire et dégradant pour les femmes.
Elle meurt à l'âge de 88 ans à Shanghai et ses cendres sont dispersées sur le fleuve Huangpu selon sa volonté.

### Articles de presse
- (en) « Yuan Xuefen », The Times,‎ 26 avril 2011 (lire en ligne)